# Portalet del Vall
El Portalet del Vall era un dels quatre portals menors que hi havia a la muralla que envoltava la vila de Cardona.
Junt als quatre portals majors Portal de Graells, Portal de Barcelona, Portal de Sant Miquel i Portal de Fluges existien a la muralla de Cardona quatre portals de menors dimensions (també anomenats portalets o portelles) per permetre la comunicació amb indrets propers de la vila. Aquests portals menors foren el Portal de Fontcalda, el Portalet de la Pomalla, el Portalet del Vall i el Portalet de la Fira.
Degut al seu caràcter secundari respecte als portals majors aquests portalets han estat objecte d'obertures, tancaments i reformes en general que han alterat la seva morfologia, en alguns casos fent-los desaparèixer completament.

## Descripció
El portal del Vall estava situat al sur de la vila, donava sortida al camí de les Torres o camí dels Collars (actual Pietat).
La primera referència escrita que s'ha trobat d'aquesta portella data del 1437.